# OpenID Connect
OpenID Connect (OIDC) - шар автентифікації поверх протоколу авторизації OAuth 2.0. Стандарт контролюється фондом OpenID.

## Опис
OpenID Connect - це простий шар ідентифікації на основі протоколу OAuth 2.0, який дозволяє клієнтам перевіряти особу користувача, за допомогою аутентифікації що виконується сервером авторизації, та отримувати базову інформацію профілю користувача інтероперабельним REST-подібним чином. 

## Підтримка в мовах програмування
Існують бібліотеки для підтримки OpenID Connect в Go, ...

## Зноски
1. ↑  OpenID Connect (англ.). OpenID Foundation. Архів оригіналу за 12 грудня 2019. Процитовано 18 квітня 2016.
2. ↑  A Go OpenID Connect client., CoreOS, 14 листопада 2018, архів оригіналу за 13 січня 2019, процитовано 15 листопада 2018